# 電波社
電波社（でんぱしゃ）とは、東京都世田谷区に本社を持つ、無線操縦模型関連の雑誌、架空戦記を発行する出版社。コスミック出版の関連会社。
ラジコン模型航空機のの専門誌である「ラジコン技術」を刊行する。
旧社の「電波実験社」時代にはアマチュア無線雑誌「モービルハム」を刊行していた。2015年に「ラジコン技術」増刊で「HAM World」として復活することになる。

## 主な定期刊行雑誌
- ラジコン技術
- HAM world (2015年から18年まで｢ラジコン技術｣別冊　19年から独立し月刊化　モービルハムの後継)
- Uコン技術 (休刊)
- モデルジャーナル (休刊)
- モービルハム（1973年5月～2000年3月　全355号）